# Tupinambarana
Ilha Tupinambarana – tradycyjna nazwa rzecznej wyspy na Amazonce, otoczonej odnogami tej rzeki: Amazonką, Madeirą, Sucunduri oraz Abacaxis, w brazylijskim stanie Amazonas.
Obecnie w wyniku naturalnych procesów Tupinambarana została podzielona na cztery całkowicie oddzielne wyspy kanałami rzecznymi, takimi samymi jak ten oddzielający ją od stałego lądu Ameryki Południowej. Właściwie zatem nie jest wyspą, lecz grupą złożoną z czterech wysp. Ich łączna powierzchnia wynosi 11 850 km², co czyni Ilha Tupinambarana największą grupą wysp rzecznych na świecie.
Wyspy są gęsto zalesione, dostępne jedynie od strony rzeki lub z powietrza. Znajduje się na nich niewysoki łańcuch górski, a także miasto Parintins, znane z festiwalu folkloru. Są tu także pozostałości wioski założonej przez japońskich osadników, planujących uprawę na wyspie jutowca.